# Patrycja Flakus
Patrycja Patoń (ur. 14 marca 1994 w Bytomiu) – polska siatkarka, grająca na pozycji atakującej, reprezentantka Polski we wszystkich kategoriach wiekowych. Od sezonu 2019/20 jest zawodniczką klubu Płomień Sosnowiec.
W 2016 roku została powołana przez Jacka Nawrockiego do szerokiej kadry reprezentacji Polski. Zadebiutowała w seniorskiej kadrze podczas spotkania towarzyskiego z reprezentacją Czech.

## Sukcesy klubowe
Mistrzostwo Polski:
- 2017

## Sukcesy reprezentacyjne
- 2011 – 5. miejsce Mistrzostw Europy kadetek
- 2011 – 4. miejsce Mistrzostw Świata kadetek[8]
- 2012 – awans na Mistrzostwa Europy juniorek[9]
- 2016 – 5. miejsce Ligi Europejskiej[10]